# 会いたい (アルバム)
『会いたい』（あいたい）は、藤田麻衣子の1枚目のスタジオ・アルバム。2007年7月11日にMW RECORDSから発売された。

## 収録曲
全曲作詞・作曲：藤田麻衣子
- CD

1. あなたが私の頬に触れる時
インディーズ2ndシングルのタイトル曲。PlayStation 2用ゲームソフト『緋色の欠片2 翡翠の雫』エンディングテーマ。
2. ベイブリッジ
3. 恋に落ちて
インディーズ1stシングルのタイトル曲。PlayStation 2用ゲームソフト『緋色の欠片』主題歌。
4. ただいま
5. 夜明け前、君と
6. 水風船
PlayStation 2用ゲームソフト『緋色の欠片2 翡翠の雫』オープニングテーマ。
7. 会いたい
8. 水曜日、もえないゴミと私
9. この白い雪と
インディーズ2ndシングルのタイトル曲。PlayStation 2用ゲームソフト『緋色の欠片 〜あの空の下で〜』主題歌。
10. それでいいんだ
11. 忘れないで
インディーズ2ndシングルのタイトル曲。
12. 恋に落ちて（アルバムバージョン）